# Huỳnh Cương
Huỳnh Cương (11 tháng 10 năm 1925 – 04 tháng 3 năm 1997), bí danh mahaking, là một chính khách Việt Nam. Ông từng giữ chức vụ Ủy viên Trung ương Đảng khóa VII; Phó Chủ tịch Quốc hội khóa VII, VIII; Phó Chủ tịch Hội đồng dân tộc của Quốc hội khóa IX; Đại biểu Quốc hội khóa VI, VII, VIII, IX. 

## Thân thế và sự nghiệp
Huỳnh Cương sinh tại xã Vĩnh Phước, huyện Vĩnh Châu, tỉnh Sóc Trăng (nay là phường Vĩnh Phước,  thành phố Cần Thơ. Ông là người dân tộc Khmer, theo Đạo Phật. Thuở nhỏ, ở nhà làm ruộng phụ giúp cha, mẹ và đi tu tại địa phương.

### Quá trình hoạt động cách mạng
- Từ 1953 - 1959: Lúc đang đi tu ở huyện Vĩnh Châu (Sóc Trăng) đã tham gia hoạt động Cách mạng do các đồng chí Ban Khmer vận tỉnh Sóc Trăng tổ chức để xây dựng cơ sở Cách mạng trong hàng ngũ học sinh, giáo viên, sư sãi và đồng bào xung quanh thị xã Sóc Trăng và huyện Vĩnh Châu.

- Từ 1959 - 1960: Hoạt động bị lộ, sau khi bị địch ám sát hụt, ông được Tỉnh ủy Sóc Trăng tổ chức đưa vào vùng cơ sở Cách mạng, làm cán bộ Khmer vận của Tỉnh ủy Sóc Trăng. Thoát ly gia đình theo Đảng làm Cách mạng từ năm 1959, làm Tổng thư ký Viện Phật học tại thị xã Sóc Trăng do Ban Khmer vận tỉnh Sóc Trăng tổ chức đưa vào để hoạt động bán công khai (từ 1956 - 1959). [2]

- Từ 1961 - 1962: Ủy viên Ủy ban Mặt trận Dân tộc giải phóng Khu Tây Nam bộ.

- Từ 1962 - 1968: Ủy viên Ủy ban Mặt trận Dân tộc giải phóng Miền Nam Việt Nam.

- Từ 1968 - 1974: Ủy viên Hội đồng cố vấn Chính phủ Cách mạng lâm thời Cộng hòa Miền Nam Việt Nam.

- Từ 1974 - 1975: Chủ tịch Ủy ban Mặt trận Dân tộc giải phóng Khu Tây Nam bộ, Ủy viên Đảng Đoàn Mặt trận khu.

- Từ 1976 - 1980: Chủ tịch Ủy ban Mặt trận Tổ quốc tỉnh Hậu Giang, Ủy viên Đảng Đoàn Mặt trận tỉnh; Đại biểu Quốc hội khóa 6, Ủy viên Ủy ban Thường vụ Quốc hội, Ủy ban Dân tộc của Quốc hội.

- Từ 1980 - 1983: Tỉnh Ủy viên tỉnh Hậu Giang, Phó Chủ tịch Quốc hội khóa 7, Phó Bí thư Đảng Đoàn Mặt trận Tổ quốc tỉnh, Trưởng Ban Dân tộc Tỉnh ủy, Chủ tịch Uỷ ban Mặt trận Tổ quốc tỉnh Hậu Giang.

- Từ 1983 - 1991: Tỉnh ủy viên tỉnh Hậu Giang, Phó Chủ tịch Quốc hội khóa VII; VIII; Trưởng Ban Dân tộc Tỉnh ủy, Chủ tịch Uỷ ban Mặt trận Tổ quốc tỉnh Hậu Giang.

- Từ 1991 - 03/3/1997: Ủy viên Ban chấp hành Trung ương Đảng, Trưởng Phân ban Dân tộc trung ương Nam bộ, đại biểu Quốc hội khóa IX, Phó chủ tịch Hội đồng Dân tộc Quốc hội; Ủy viên Ban cán sự Đảng Ban Dân tộc và Miền núi, Phó Trưởng Ban Dân tộc Trung ương; Trưởng cơ quan đại diện Ủy ban Dân tộc và Miền núi, đặc trách công tác Khmer Nam bộ..

## Vinh danh
Ông được Đảng, Chính phủ, Quốc hội, Mặt trận Tổ quốc Việt Nam trao tặng: 
- Huân chương Độc lập hạng I; II của Hội đồng Nhà nước;
- Huân chương Quyết thắng hạng I của Hội đồng cố vấn Chính phủ Cách mạng lâm thời Cộng hòa Miền Nam Việt Nam;
- Huân chương Kháng chiến hạng I của Hội đồng Nhà nước;
- Huân chương Giải phóng hạng II của Hội đồng Nhà nước;
- Huy chương Vì sự nghiệp đại đoàn kết toàn dân của Ủy ban Trung ương Mặt trận Tổ quốc VN;
- Nhiều Bằng khen và Huy chương các loại khác.

Tên Huỳnh Cương được đặt tên đường tại phường Ninh Kiều và đặt tên một trường Dân tộc nội trú  nổi tiếng  tại phường Vĩnh Phước của thành phố Cần Thơ